# Plenckia bahiensis
Plenckia bahiensis är en benvedsväxtart som beskrevs av Ludwig Eduard Theodor Loesener. Plenckia bahiensis ingår i släktet Plenckia och familjen Celastraceae. Inga underarter finns listade.